# Kardinal-Nagl-Platz metróállomás
Kardinal-Nagl-Platz egy metróállomás Bécsben a bécsi metró U3-as vonalán.

## Szomszédos állomások
A metróállomáshoz az alábbi állomások vannak a legközelebb:
- Schlachthausgasse
- Rochusgasse

## Átszállási kapcsolatok
| U3 (Ottakring ↔ Simmering) |                        |                         |
| Állomás                    | Átszállási kapcsolatok | Fontosabb létesítmények |
| Kardinal-Nagl-Platz        | 77A                    |                         |